# Réserve naturelle de la Tortue-des-Bois-de-la-Shawinigan
La réserve naturelle de la Tortue-des-Bois-de-la-Shawinigan est une réserve naturelle privée du Québec (Canada) située dans la région de la Mauricie. Elle a pour mission de protéger une partie du territoire de la plus importante population de la tortue des bois au Canada.